# Proximus Diamond Games 2002
Proximus Diamond Games 2002 — жіночий професійний тенісний турнір, що проходив на закритих кортах з килимовим покриттям Sportpaleis в Антверпені (Бельгія). Належав до турнірів 2-ї категорії в рамках Туру WTA 2002. Це був перший за ліком турнір Diamond Games. Тривав з 11 до 17 лютого 2002 року. Перша сіяна Вінус Вільямс здобула титул в одиночному розряді й отримала 93 тис. доларів США.

## Фінальна частина

### Одиночний розряд
Вінус Вільямс —  Жустін Енен, 6–3, 5–7, 6–3

### Парний розряд
Магдалена Малеєва /  Патті Шнідер —  Наталі Деші /  Мейлен Ту, 6–3, 6–7(3–7), 6–3